# 吕曼盖姆
吕曼盖姆（法語：Ruminghem，法語發音：[ʁymɛ̃ɡɛm]）是法国上法蘭西大區加来海峡省的一个市镇，属于圣奥梅尔区。

## 地理
吕曼盖姆（50°51'34"N, 2°9'28"E）面积13.89 平方千米，位于法国上法蘭西大區加来海峡省，该省份为法国北部沿海省份，西北濒北海，南至索姆省，东临北部省。
与吕曼盖姆接壤的市镇（或旧市镇、城区）包括：圣皮埃尔布鲁克、埃佩莱克、奥尔克、曼克尼约尔莱、圣玛丽凯尔克。

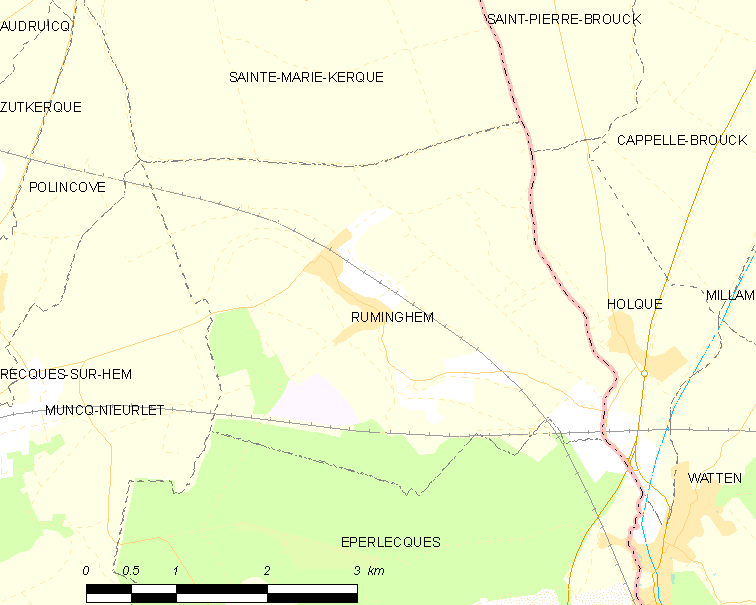
吕曼盖姆的OSM定位图

吕曼盖姆的时区为UTC+01:00、UTC+02:00（夏令时）。

## 行政
吕曼盖姆的邮政编码为62370，INSEE市镇编码为62730。

## 政治
吕曼盖姆所属的省级选区为马克县。

## 人口

1962-2008年间吕曼盖姆人口变化图示

吕曼盖姆于2022年1月1日时的人口数量为1607人。